# Peteinosaurus
Peteinosaurus é um gênero da ordem pterossauro, esse animal foi um réptil voador que viveu no andar Noriano do período Triássico (há entre 208 e 227 milhões de anos) , presume-se que ele possuía uma dieta dominantemente insectívora e residia na Europa, tinha uma altura de 20 centímetros, uma envergadura de 60 centímetros e peso de aproximadamente 200 gramas. Foi descoberto por Rupert Wild em 1978, encontrado em Cene, Itália.